# Irina Björklund
Pour les articles homonymes, voir Björklund.
Irina Björklund, née le 7 février 1973 à Danderyd en Suède, est une actrice et chanteuse finlandaise.

## Biographie
Née à Danderyd en Suède, elle s'installe avec sa famille en Finlande. Elle fait un séjour en France au début de sa carrière.
Elle a joué dans des séries télévisées et des films, tels Embuscade (Rukajärven tie), Les Instables (Levottomat), Minä ja Morrison (Me and Morrison), ou Vieraalla Maalla (Land of Love). Sans doute a-t-elle été remarquée dans le film Rukajärven tie où elle joue la fiancée perdue, engagée volontaire Lotta Kaarina Vainikainen. 
Elle a épousé l'acteur finlandais Peter Franzén. En septembre 2007, elle accouche de son premier enfant. Elle s'installe ensuite aux États-Unis et vit à Los Angeles avec son mari.
En 1999, elle est récompensée du prix Jussi comme actrice principale dans le rôle de Milla dans Minä ja Morrison ; également le prix Shooting Star pour la Finlande à la Berlinale 2004.
En septembre 2009, elle participe à The American, aux côtés de George Clooney, comme l'amante du personnage joué par ce dernier.

## Filmographie
- 1995 : Ottaako sydämestä? (série télévisée)
- 1996 : Tie naisen sydämeen
- 1996 : Maigret en Finlande
- 1996 : Svart, vitt, rött
- 1998 : Ihanat naiset rannalla (Amazing Women by the Sea)
- 1998 : Vägsjälar (série télévisée)
- 1998 : Asphalto
- 1999 : Embuscade (Rukajärven tie)
- 1999 : Lapin kullan kimallus (Gold Fever in Lapland)
- 1999 : Jakkulista feministi
- 1999 : Muodollisesti pätevä (série télévisée)
- 2000 : Les Instables (Restless)
- 2000 : The Dummy
- 2000 : Dirlandaa (série télévisée)
- 2001 : Minä ja Morrison / Me and Morrison
- 2002 : Yorick
- 2002 Talismanen (série télévisée)
- 2003 : Vieraalla maalla (Land of Love)
- 2003 : Honey Baby
- 2003 : Kolmas aalto / The Third Wave (2003)
- 2004 : Lost
- 2004 : Red Is the Color of
- 2005 : Trouble with Sex
- 2005 : Red Lightning
- 2005 : Perviy posle Boga
- 2007 : Dustclouds
- 2008 : Kolme viisasta miestä / Three Wise Men
- 2009 : The Butcher
- 2009 : The House of Branching Love
- 2010 : The American d'Anton Corbijn
- 2017 : Ikitie d'Antti-Jussi Annila
- 2020 : Le Café de mes souvenirs de Valto Baltzar : Charlotta
- 2022 : What Remains de Ran Huang : Sussan

## Musique
- Chanson d'automne (en français) (2011)
- La vie est une fête (en français) (2014)
- Ce soir tout peut arriver (en français) (2015)